# Albert Arlen
Gustave Albert Arlen (* 9. Juli 1925 in Hœrdt, Bas-Rhin, Grand Est Frankreich; † 27. März 1992, in Munster, Haut-Rhin, Grand Est, Frankreich) war ein französischer Arzt, welcher für die Entwicklung von manualtherapeutischen Techniken am ersten Halswirbel dem Atlas bekannt geworden ist.

## Leben und Wirken
Arlen praktizierte am Centre de Cure in Munster (Elsass/Frankreich).

### Therapiemethode (Atlastherapie nach Arlen)
Er entwickelte eine biometrische Röntgen-Funktionsdiagnostik, um Fehlstellungen der Wirbelsäule zu analysieren.
Seine von ihm entwickelte und nach ihm benannte Methode zur Atlastherapie ist umstritten. Ausgangspunkt für die Entwicklung der Therapie ist die Beobachtung einer asymmetrischen Stellung des Atlas im Röntgenbild gegenüber den Okziputkondylen. Mit kurzen Impulsen von der Dauer von Millisekunden auf den Atlasquerfortsatz, soll über einen leichten Druck am ersten Halswirbel segmentale Dysfunktionen beseitigt und Störungen des muskulären und vegetativen Tonus verbessert werden. In welche Richtung der Impuls gesetzt werden muss, wird anhand von Röntgenaufnahmen bestimmt. Ein von Wilfried Coen entwickelter drei Zeichen-Test soll die Röntgenaufnahmen weitgehend ersetzen können.
Die gesetzlichen Krankenkassen in Deutschland übernehmen die Therapiekosten hierfür nicht. Hauptkritikpunkt ist die nicht nachgewiesene Evidenz sowie die Abgrenzung zwischen verschiedenen Therapieformen.  Die Therapietechnik wird häufig bei Kindern angewendet. Sie gilt als ein ärztlicher Heileingriff im Sinne des Gesetzes. Daher dürfen ausschließlich approbierte Ärzte mit einer Ausbildung zur manuellen Medizin die Ausbildung absolvieren. Krankengymnasten, Heilpraktiker oder andere medizinische Hilfsberufe werden in dieser Methode nicht ausgebildet. Seit 1992 besteht der Verein Ärztegesellschaft für Manuelle Kinderbehandlung und Atlastherapie e.V., welcher sich der Weiterentwicklung und der Fortbildung der Therapieformen nach Arlen widmet.

## Schriften
- Arlen, Albert (1979): Biometrische Röntgen-Funktionsdiagnostik der Halswirbelsäule. Ihr Aussagewert im zerviko-brachialen und zerviko-zephalen Syndrom. (Schriftenreihe manuelle Medizin, Bd. 5) Heidelberg: Verlag für Medizin Fischer. ISBN 3-921003-92-X
- Arlen, Albert (1980): Mastodynie, pathologie métamérique et statique rachidienne. Sénologia, 5 (3), 230–236
- Arlen, Albert (1983): Röntgenlogisch objektivierbare Funktionsdefizite der Kopfgelenke beim postraumatischen Zerviko-Zephalsyndrom. In: Dietrich Hohmann (Hg.): Halswirbelsäulenerkrankungen mit Beteiligung des Nervensystems.  (Neuroorthopädie, 1) Berlin, Heidelberg, New York: Springer, S. 292–303. ISBN 3-540-12145-5
- Arlen, Albert (1985): Leitfaden zur Atlastherapie. Munster: Assoc. pour le Developpement de la Recherche Medicale et de la Prevention Sante.
- Arlen, Albert et al. (1985): Reversible Veränderungen der Hirnstamm-Potentiale nach manipulativer Atlastherapie bei zerviko-enzphalen Syndromen; erste Ergebnisse, , in: Hohmann, D., Kügelgen, B. and Liebig, K. (Hrsg.) Brustwirbelsäulenerkrankungen, Engpass-syndrome, Chemonukleolyse, evozierte Potential. (Neuroorthopädie 3), Berlin, Heidelberg, New York: Springer. ISBN 3-540-15561-9
- Arlen, Albert (1985). Zur Aetio-pathogenese der thorakalen Schmerzsyndrome, in: Hohmann, D., Kügelgen, B. and Liebig, K. (Hrsg.) Brustwirbelsäulenerkrankungen, Engpass-syndrome, Chemonukleolyse, evozierte Potential. (Neuroorthopädie 3), Berlin, Heidelberg, New York: Springer. ISBN 3-540-15561-9
- Arlen, Albert (1988): Aussagen der Röntgenfunktionsanalyse zu posttraumatischen Funktionsstörungen der oberen HWS, in: Hanns-Dieter Wolff (Hg.): Die Sonderstellung des Kopfgelenkbereichs. Grundlagen, Klinik, Begutachtung. (Manuelle Medizin) Berlin, Heidelberg, New York, London, Paris, Tokyo: Springer, S. 155–164. ISBN 3-540-18116-4
- Arlen, Albert (1990): Metameric medicine and atlas therapy. In: John K. Paterson und Loïc Burn (Hg.): Back Pain. An International Review. Dordrecht: Springer Netherlands, S. 212–226. Online verfügbar unter https://link.springer.com/chapter/10.1007/978-94-009-2165-8_25.
- Arlen, Albert, Kraemer M, Patris A (1990) L´Analyse radiofunctionelle du rachis cerviale, 2e parte la bascule paradoxale de l´atlas. Ann Réandaptation Méd Phys 33:591–601